# Graddonidiscus
Graddonidiscus — рід грибів родини Hyaloscyphaceae. Назва вперше опублікована 1992 року.